# Бай Ци
Бай Ци (кит. трад. 白起, пиньинь Bái Qǐ) — выдающийся китайский полководец царства Цинь в Период Сражающихся царств (Чжаньго). Командовал циньскими войсками на протяжении более 30 лет, предпринимал осады городов 70 раз. По его приказу было убито около миллиона человек, за что он получил прозвище Жэньту (кит. трад. 人屠, пиньинь réntú) — Мясник по человечине. Ему был пожалован титул Уань-цзюнь (кит. трад. 武安君, пиньинь Wǔ Ānjūn). Под его началом циньские войска разгромили войска царства Чжао в битве при Чанпине — самом кровопролитном сражении до нашей эры. В «Тысячесловии», вместе с Ван Цзянем, Лянь По и Ли Му, назван одним из Четырех Величайших Генералов Периода Сражающихся царств.

## Карьера
Бай Ци был из циньского города Мэй, который находился на левом берегу р. Вэйхэ, примерно в 100 км к западу от Сяньяна. Он служил в войске циньского правителя Чжаосян-вана и благодаря постоянно одерживаемым победам быстро рос в рангах знатности. На 13-м году [правления] Чжаосян-вана (294 до н. э.) Бай Ци стал цзошучжаном, что означало 10-й ранг знатности.
На следующий год, в 293 до н. э., Бай Ци командовал циньской армией в крупной битве при Ицюэ (англ.), где против Цинь сражались союзные армии царств Хань (韩) и Вэй (魏). Хотя антициньская коалиция численно превосходила противника в два раза, Бай Ци, воспользовавшись нескоординированными действиями союзников, разгромил союзников наголову. Он обезглавил 240 тысяч воинов противника, захватил в плен военачальника Гунсунь Си и занял пять городов. После этого Бай Ци был переведен на должность командующего войсками (говэй). После этой победы циньская армия переправилась через Хуанхэ и стала захватывать вэйские земли на её восточном берегу.
На следующий год Бай Ци стал далянцзао (16-й ранг знатности). Он напал на Вэй и захватил значительную часть его земель, в том числе 61 большой и малый город.
На следующий год Бай Ци, действуя совместно с генералом Сыма Цо, напал на вэйский Юаньчэн и захватил его.
Еще через пять лет Бай Ци напал на царство Чжао и занял Гуанхэньчэн.
Еще через семь лет, в 279 до н. э. Бай Ци напал на царство Чу, захватил пять городов, в том числе Янь и Дэн.
Через год, в 278 до н. э., Бай Ци возглавил новое крупное вторжение циньцев на царство Чу, захватил чускую столицу Ин, сжег город Илин, затем продвинулся на восток до Цзинлина. Потерпев полное поражение от циньцев и их союзников, царство Чу оказалось не в состоянии продолжить войну и было вынуждено отдать Цинь значительную часть своих земель, где Цинь создало новую область Наньцзюнь.
В награду за эту и другие одержанные им победы Бай Ци было пожаловано звание Уань-цзюнь («правитель, умиротворяющий оружием»). Это исключительно высокое звание присваивалось крайне редко, лишь за чрезвычайные заслуги, и приблизительно соответствует современному званию фельдмаршала или генералиссимуса.
На 34-м году Чжао-вана (273 до н. э.) Бай Ци напал на Вэй, захватил город Хуаян, обратил в бегство военачальника Ман Мао, взял в плен военачальников княжеств Хань, Вэй и Чжао, обезглавил 130 тысяч воинов. Затем, вступив в сражение с чжаоским военачальником Гу Янем, он утопил в водах Хуанхэ 20 тысяч его солдат.
Постоянно одерживая победы, Бай Ци сделал основой своей стратегии истребление живой силы противника и после каждой битвы беспощадно казнил всех захваченных пленных. За это он еще в древнем Китае приобрел страшное прозвище «Жэньту» — мясник по человечине.
Вершиной его полководческого искусства, как и его жестокости, стала битва при Чанпине. В 265 до н. э. циньские войска напали на принадлежавшую царству Хань область Шандан, жители которой, не желая переходить под власть Цинь, передались царству Чжао (趙). В 260 до н. э. Бай Ци, назначенный главнокомандующим циньского войска, заманил в ущелье и окружил огромную армию чжаосцев, которая после 46-дневной голодной блокады была вынуждена сдаться под обещание циньцев сохранить пленным жизнь. Но после капитуляции чжаосцев Бай Ци, вопреки собственному обещанию, приказал казнить все 400 тысяч сдавшихся воинов, закопав их заживо в землю. Он велел отпустить домой только 240 самых молодых солдат, но не из жалости к ним, а лишь для того, чтобы таким образом донести в царство Чжао страшную весть о гибели всей чжаоской молодежи и тем самым навести леденящий ужас на чжаосцев. Это ему удалось — согласно Историческим запискам Сыма Цяня, «чжаосцы были потрясены».

## Закат карьеры и гибель
После битвы при Чанпине царство Чжао, лишившись почти всех солдат, стояло на краю гибели. Бай Ци тогда настаивал на продолжении наступления, которое имело все шансы на успех. Но в этот критический момент правители Хань и Чжао по совету дипломата Су Дая собрали несметные сокровища и подкупили ими циньского первого министра Фань Суя, который под предлогом крайнего переутомления циньского войска порекомендовал правителю остановить наступление. Чжаосян-ван, поверив Фань Сую, заключил мир с Хань и Чжао, вернув им несколько захваченных городов. Эта передышка позволила Чжао в значительной степени восстановить вооруженные силы и спасла на время чжаоское государство.
Когда Бай Ци узнал об интригах Фань Суя, между циньским гением войны и первым министром возникла роковая вражда.
В 258 году до н. э. войска Цинь осадили столицу Чжао Ханьдань. Из-за болезни вместо Бай Ци правитель Цинь Чжаосян-ван назначил во главе войск другого военачальника по имени Ван Лин, который впоследствии проиграл сражение.
Через четыре месяца, когда Бай Ци выздоровел, Чжаосян-ван предложил ему вернуться на пост главнокомандующего. Однако тот заявил, что Цинь, хотя и одержало крупную победу над Чжао, но понесло при этом большие потери. Поэтому, считал Бай Ци, у Цинь теперь уже нет больше сил для ведения полномасштабной войны против коалиции царств и что скоро другие царства могут, воспользовавшись ослаблением Цинь, напасть на него, и тогда разгром циньской армии будет неизбежен. Ввиду этого он отказался от поста под предлогом болезни, несмотря на настойчивые попытки вана уговорить его. Это была традиционная в древнем Китае форма подачи в отставку, когда полководец, не согласный со стратегией, предложенной правителем, не желал исполнять его приказов.
Согласно трактовке Чжаньго цэ, категорический отказ Бай Ци возглавить циньское войско был вызван опасением потерпеть хотя бы одно-единственное поражение после своей долгой безупречной карьеры, состоявшей из одних побед. В сложившихся обстоятельствах, когда циньской армии приходилось сражаться с намного превосходящими силами антициньской коалиции, Бай Ци был готов на все, даже быть казненным по приказу повелителя, но сохранить любой ценой свою репутацию непобедимого полководца.
Поскольку Бай Ци не желал занять пост главнокомандующего, потерпевший поражение Ван Лин был заменен на другого генерала, Ван Хэ. Однако новый главнокомандующий также не смог добиться успеха и очередная попытка циньских войск взять Ханьдань провалилась. Осажденная чжаоская столица была доведена голодом до людоедства, но, несмотря на своё отчаянно тяжелое положение, все еще держалась. Затем произошло именно то, что предсказывал Бай Ци: в 257 г. до н. э., опасаясь чрезмерного усиления Цинь, правитель царства Чу Каоле-ван послал большое войско на помощь Чжао. На помощь осажденному Ханьданю также привёл 80-тысячную армию вэйский принц У-цзи. В результате циньцам пришлось снять осаду Ханьданя и, понеся значительные потери, отступить. Бай Ци высказал мнение, что это произошло из-за того, что Чжаосян-ван не прислушался к его советам. Циньский правитель снова приказал Бай Ци возглавить армию, но генерал отказался под предлогом, что его болезнь усилилась. При этом Бай Ци продолжал критиковать циньскую стратегию войны, говоря, что «так действовать нельзя». Узнав об этом, разгневанный правитель лишил его всех званий и разжаловал до рядового солдата.
После этого разгневанный Чжаосян-ван приказал Бай Ци покинуть циньскую столицу Сяньян и выслал в провинциальный город Иньми. Но Бай Ци был настолько болен, что не смог туда поехать.
Прошло три месяца. Антициньская коалиция перешла в решительное наступление, циньцы терпели поражение за поражением и отступали, гонцы с вестями об этом прибывали в столицу каждый день. Тогда циньский ван послал своих чиновников, чтобы они выгнали Бай Ци из Сяньяна и тогда старому генералу пришлось отправиться в путь.
Но циньский правитель все еще был раздражен дерзким поведением полководца. Под влиянием первого советника Фань Суя, утверждавшего, что Бай Ци может уйти на службу к другому царству и, возглавив чужую армию, с его талантом полководца стать величайшей угрозой для Цинь, правитель приказал Бай Ци совершить самоубийство. Гонец с приказом правителя догнал изгнанника в Дую, недалеко от Сяньяна.

Тогда циньский ван послал человека поднести Бай Ци меч, чтобы тот покончил с собой. Уань-цзюнь принял меч и, готовясь к смерти, сказал: «Чем я провинился перед Небом, что дошел до такого?» А через некоторое время добавил: «Я, конечно, должен умереть. После боев под Чанпином я обманул несколько сотен тысяч сдавшихся нам воинов Чжао и закопал [их] живьем в землю. Этого достаточно, чтобы заслужить смерть». И покончил с собою. Смерть Уань-цзюня наступила в одиннадцатой луне на 50-м году [правления] циньского Чжао-вана (257 г.). Он умер безвинно. Циньцы сожалели о нем, в городах и селениях приносили ему жертвы.
Оригинальный текст (кл. кит.)秦王乃使使者賜之劍，自裁。武安君引劍將自剄，曰：「我何罪于天而至此哉？」良久，曰：「我固當死。長平之戰，趙卒降者數十萬人，我詐而盡阬之，是足以死。」遂自殺。武安君之死也，以秦昭王五十年十一月。死而非其罪，秦人憐之，鄉邑皆祭祀焉。

## Отражение в культуре
Хотя Бай Ци одержал множество блестящих побед и не потерпел ни единого поражения, в китайской истории Бай Ци остался известен не полководческим талантом, а своей жестокостью и чудовищными злодеяниями, совершенными по его приказу. В Гаопине (современное название Чанпина) есть традиционное блюдо из тофу, называемое «мясом Бай Ци» (байци-жоу или, в другом произношении, байци-дуфу (白起豆腐)), представляющее собой белый бобовый творог, порезанный на части. Оно символизирует собой глубокую ненависть местных жителей к Бай Ци вплоть до того, что они готовы порезать его на куски и съесть.